# Maria di Windisch-Grätz
Principessa Maria di Windisch-Grätz (Vienna, 11 dicembre 1856 – Ludwigslust, 9 agosto 1929) è stata una nobile austriaca.

## Biografia
Maria sposò a Schwerin il 5 maggio 1881 suo cugino, il tedesco Duca Paolo Federico di Meclemburgo, secondo figlio maschio di Federico Francesco II, Granduca di Meclemburgo-Schwerin. La coppia ebbe cinque figli tutti allevati come cattolici romani, la religione della Principessa Maria, vivendo una vita tranquilla a Venezia. Mentre si trovavano a Venezia la famiglia fece amicizia con il cardinale Sarto (poi Papa Pio X) che frequentava spesso la famiglia ed agì da loro consigliere spirituale.
Maria nata Windisch-Grätz esaminò diversi scavi archeologici in Austria e Carniola. Alcuni di questi oggetti si trovano ancora oggi ad Harvard, Oxford e Berlino.
Il 21 aprile 1884 il Duca Paolo Federico cedette i suoi diritti e quelli dei suoi figli alla successione di Meclemburgo-Schwerin in favore dei suoi fratelli minori e dei loro figli, che così avrebbero avuto la precedenza su di lui ed i suoi.  Nel 1887 suo marito, cresciuto da luterano, si convertì al cattolicesimo, la religione di Maria e dei loro figli.
Nel 1906, dopo aver raccolto le preoccupazioni del nipote Federico Francesco IV, Granduca di Meclemburgo circa le sue spese, al Duca Paolo Federico e a sua moglie fu ordinato di presentare le spese al controllore della famiglia reale.

## Figli
- Duca Paolo Federico di Meclemburgo (1882–1904).
- Duchessa Maria Luisa di Meclemburgo (1883-1883).
- Duchessa Maria Antonietta di Meclemburgo (1884–1944).
- Duca Enrico Borwin di Meclemburgo (1885–1942) sposò 1) Elizabeth Tibbits Pratt; 2) Natália Oelrichs e 3. Carola von Chamisso.
- Duca Giuseppe di Meclemburgo (1889-1889).

## Ascendenza
|                                                  |                                           |                                                         | Genitori                                           |  |  | Nonni |  |  | Bisnonni                                  |  |  | Trisnonni                                        |  |
|                                                  |                                           |                                                         |                                                    |  |  |       |  |  | Giuseppe Niccolò, conte di Windisch-Grätz |  |  | Leopoldo Carlo Giuseppe, conte di Windisch-Grätz |  |
|                                                  |                                           |                                                         |                                                    |  |  |       |  |  | Giuseppe Niccolò, conte di Windisch-Grätz |  |  | Leopoldo Carlo Giuseppe, conte di Windisch-Grätz |  |
|                                                  |                                           | Maria Antonia di Khevenhüller                           |                                                    |  |  |       |  |  | Giuseppe Niccolò, conte di Windisch-Grätz |  |  |                                                  |  |
| Weriand, I principe di Windisch-Grätz            |                                           |                                                         |                                                    |  |  |       |  |  | Giuseppe Niccolò, conte di Windisch-Grätz |  |  |                                                  |  |
|                                                  |                                           | Leopoldina d'Arenberg                                   | Carlo Maria Raimondo, V duca d'Arenberg            |  |  |       |  |  |                                           |  |  |                                                  |  |
|                                                  |                                           | Leopoldina d'Arenberg                                   | Carlo Maria Raimondo, V duca d'Arenberg            |  |  |       |  |  |                                           |  |  |                                                  |  |
|                                                  |                                           | Leopoldina d'Arenberg                                   | Luisa Margherita de La Marck                       |  |  |       |  |  |                                           |  |  |                                                  |  |
| Ugo, II principe di Windisch-Grätz               |                                           | Leopoldina d'Arenberg                                   |                                                    |  |  |       |  |  |                                           |  |  |                                                  |  |
|                                                  |                                           | Giuseppe Francesco Massimiliano, VII principe Lobkowicz | Ferdinando Filippo, VI principe Lobkowicz          |  |  |       |  |  |                                           |  |  |                                                  |  |
|                                                  |                                           | Giuseppe Francesco Massimiliano, VII principe Lobkowicz | Ferdinando Filippo, VI principe Lobkowicz          |  |  |       |  |  |                                           |  |  |                                                  |  |
|                                                  |                                           | Giuseppe Francesco Massimiliano, VII principe Lobkowicz | Gabriella di Savoia-Carignano                      |  |  |       |  |  |                                           |  |  |                                                  |  |
| Maria Eleonora di Lobkowicz                      |                                           | Giuseppe Francesco Massimiliano, VII principe Lobkowicz |                                                    |  |  |       |  |  |                                           |  |  |                                                  |  |
|                                                  |                                           | Maria Carolina di Schwarzenberg                         | Giovanni I Nepomuceno, V principe di Schwarzenberg |  |  |       |  |  |                                           |  |  |                                                  |  |
|                                                  |                                           | Maria Carolina di Schwarzenberg                         | Giovanni I Nepomuceno, V principe di Schwarzenberg |  |  |       |  |  |                                           |  |  |                                                  |  |
|                                                  |                                           | Maria Carolina di Schwarzenberg                         | Marie Eleonora di Öttingen-Wallerstein             |  |  |       |  |  |                                           |  |  |                                                  |  |
| Maria di Windisch-Grätz                          |                                           | Maria Carolina di Schwarzenberg                         |                                                    |  |  |       |  |  |                                           |  |  |                                                  |  |
|                                                  | Federico Ludovico di Meclemburgo-Schwerin | Federico Francesco I, granduca di Meclemburgo-Schwerin  |                                                    |  |  |       |  |  |                                           |  |  |                                                  |  |
|                                                  | Federico Ludovico di Meclemburgo-Schwerin | Federico Francesco I, granduca di Meclemburgo-Schwerin  |                                                    |  |  |       |  |  |                                           |  |  |                                                  |  |
|                                                  | Federico Ludovico di Meclemburgo-Schwerin | Luisa di Sassonia-Gotha-Altenburg                       |                                                    |  |  |       |  |  |                                           |  |  |                                                  |  |
| Paolo Federico, granduca di Meclemburgo-Schwerin | Federico Ludovico di Meclemburgo-Schwerin |                                                         |                                                    |  |  |       |  |  |                                           |  |  |                                                  |  |
|                                                  |                                           | Elena di Russia                                         | Paolo I, zar di Russia                             |  |  |       |  |  |                                           |  |  |                                                  |  |
|                                                  |                                           | Elena di Russia                                         | Paolo I, zar di Russia                             |  |  |       |  |  |                                           |  |  |                                                  |  |
|                                                  |                                           | Elena di Russia                                         | Sofia Dorotea di Württemberg                       |  |  |       |  |  |                                           |  |  |                                                  |  |
| Luisa di Meclemburgo-Schwerin                    |                                           | Elena di Russia                                         |                                                    |  |  |       |  |  |                                           |  |  |                                                  |  |
|                                                  |                                           | Federico Guglielmo III, re di Prussia                   | Federico Guglielmo II, re di Prussia               |  |  |       |  |  |                                           |  |  |                                                  |  |
|                                                  |                                           | Federico Guglielmo III, re di Prussia                   | Federico Guglielmo II, re di Prussia               |  |  |       |  |  |                                           |  |  |                                                  |  |
|                                                  |                                           | Federico Guglielmo III, re di Prussia                   | Federica Luisa d'Assia-Darmstadt                   |  |  |       |  |  |                                           |  |  |                                                  |  |
| Alessandrina di Prussia                          |                                           | Federico Guglielmo III, re di Prussia                   |                                                    |  |  |       |  |  |                                           |  |  |                                                  |  |
|                                                  |                                           | Luisa di Meclemburgo-Strelitz                           | Carlo II, granduca di Meclemburgo-Strelitz         |  |  |       |  |  |                                           |  |  |                                                  |  |
|                                                  |                                           | Luisa di Meclemburgo-Strelitz                           | Carlo II, granduca di Meclemburgo-Strelitz         |  |  |       |  |  |                                           |  |  |                                                  |  |
|                                                  |                                           | Luisa di Meclemburgo-Strelitz                           | Federica d'Assia-Darmstadt                         |  |  |       |  |  |                                           |  |  |                                                  |  |
|                                                  |                                           | Luisa di Meclemburgo-Strelitz                           |                                                    |  |  |       |  |  |                                           |  |  |                                                  |  |